# Sociologia rural

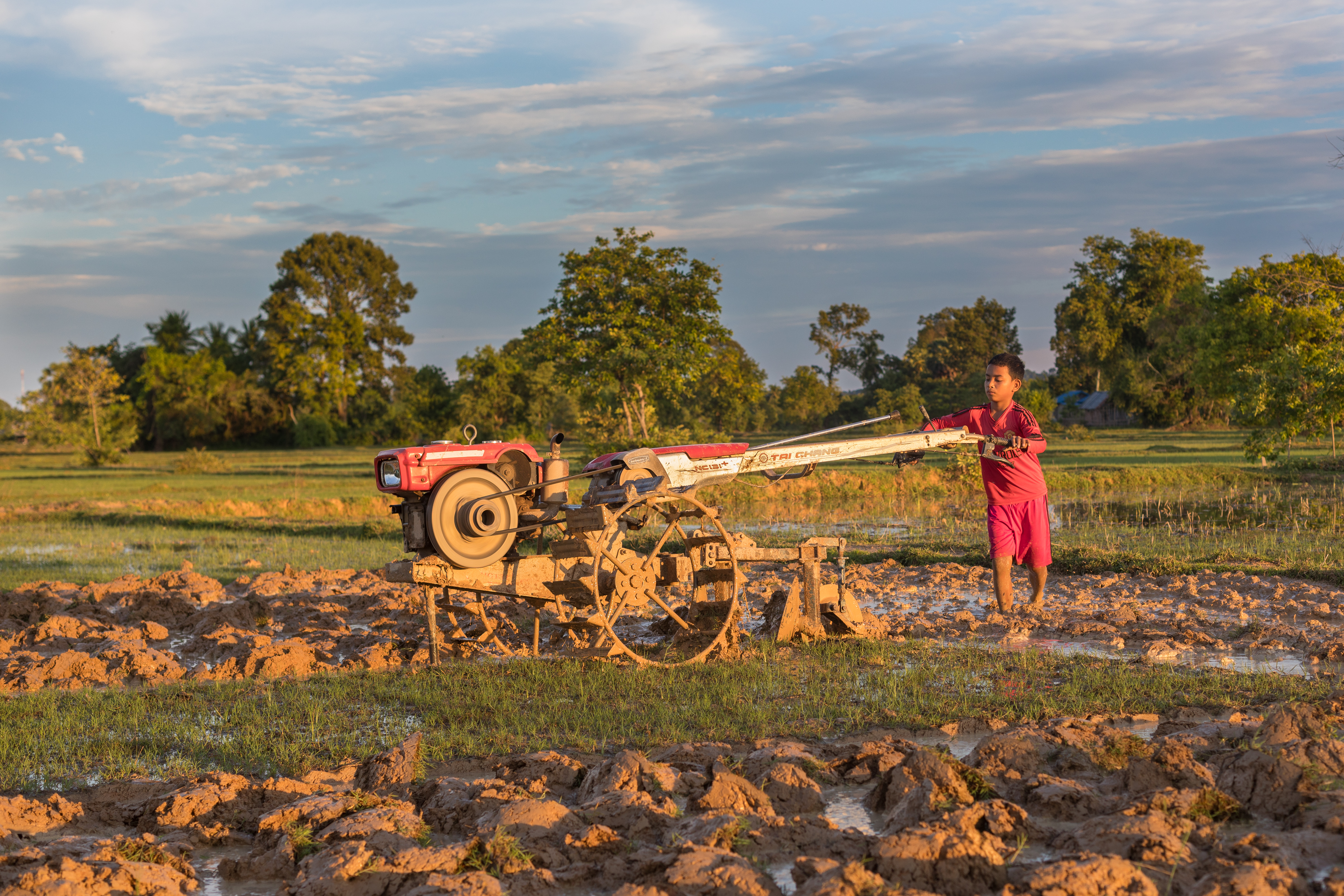
Nen llaurant amb un tractor a Don Det, Laos

La sociologia rural és un camp de la sociologia tradicionalment associat a l'estudi de l'estructura social i el conflicte a les zones rurals. És un camp acadèmic actiu a gran part del món, originari dels Estats Units d'Amèrica a la dècada del 1910 amb estrets vincles amb el Departament d'Agricultura dels Estats Units i els col·legis universitaris d'agricultura que concedeixen terres.
Si bé la qüestió de l'accés als recursos naturals transcendeix els límits espacials rurals tradicionals, la sociologia de l'alimentació i l'agricultura és un dels focus de la sociologia rural, i gran part del camp es dedica a l'economia de la producció agrícola. Altres àrees d'estudi inclouen la migració rural i altres patrons demogràfics, la sociologia mediambiental, el desenvolupament dirigit pels serveis, les polítiques de terres públiques, l'anomenat desenvolupament «boomtown», la disrupció social, la sociologia dels recursos naturals (inclosos els boscos, la mineria, la pesca i altres zones rurals), cultures i identitats rurals, sanitat rural i polítiques educatives.
Molts sociòlegs rurals treballen en les àrees d'estudis de desenvolupament, estudis comunitaris, desenvolupament comunitari i estudis ambientals. Gran part de la investigació inclou països en desenvolupament o el Tercer Món.

## Història

### Estats Units d'Amèrica
La sociologia rural va ser un concepte introduït per primera vegada pels estatunidencs en resposta a la gran quantitat de gent que vivia i treballava a les granges. La sociologia rural va ser la primera i durant un temps la branca més gran de la sociologia americana. Les històries del camp van ser populars a les dècades del 1950 i 1960.

### Europa
La sociologia rural a Europa es va desenvolupar no a les antigues universitats establertes, sinó als nous països que van sorgir després de 1919 i van estar fortament influenciats per la filosofia política de l'Agrarisme, que va promoure l'agricultor com a força de la societat. Txecoslovàquia va obrir tres centres de recerca, i d'altres a Romania i Iugoslàvia.

## Declaració dels objectius
Les declaracions dels objectius dels departaments universitaris de sociologia rural s'han ampliat per incloure més temes, com ara el desenvolupament sostenible. Per exemple, a la Universitat de Missouri l'objectiu és:

El Departament de Sociologia Rural de la Universitat de Missouri utilitza les eines teòriques i metodològiques de la sociologia rural per abordar els reptes del segle xxi: preservar els nostres recursos naturals, proporcionar aliments segurs i nutritius per a una població en expansió, adaptar-se als canvis climàtics i mantenir la sostenibilitat dels mitjans de vida rurals.

La Universitat de Wisconsin va crear un dels primers departaments de sociologia rural. Ara ha abandonat el terme «rural» i ha canviat el seu nom pel de Departament de Sociologia Comunitària i Ambiental.
De la mateixa manera, el «Programa de Sociologia Rural» de la Universitat de Kentucky ha evolucionat cap al Departament de Desenvolupament Comunitari i Lideratge, mentre transfereix el programa de postgrau en sociologia rural al Departament de Sociologia.
El departament de sociologia rural de la Universitat de Cornell també ha canviat el seu nom pel de Departament de Sociologia del Desenvolupament.

## Associacions
Les associacions acadèmiques en sociologia rural inclouen:
- La Societat de Sociologia Rural (Rural Sociological Society, RSS), dels Estats Units d'Amèrica, es va formar el 1937 després d'anys de discussió com a spin-off de l'American Sociological Society. Publica la revista científica trimestral Rural Sociology.[9] La sèrie completa de números anteriors està en línia des de 1936 fins a 1989 a través del programa de la Biblioteca de la Universitat de Cornell per posar en línia els recursos històrics bàsics en sociologia rural.[10]
- La Societat Europea de Sociologia Rural (European Society for Rural Sociology, ESRS) es va fundar l'any 1957. Diu que és «l'associació europea líder de científics implicats en l'estudi de l'agricultura i la pesca, la producció i el consum d'aliments, el desenvolupament i el canvi rural, la ruralitat i el patrimoni cultural, la igualtat i la desigualtat a la societat rural, i la cura de la natura i el medi ambient».[11]
- L'Associació Internacional de Sociologia Rural (International Rural Sociology Association, IRSA) té com a missió «fomentar el desenvolupament de la sociologia rural; promoure l'aplicació de la investigació sociològica a la millora de la qualitat de la vida rural; i proporcionar un mecanisme pel qual els sociòlegs rurals puguin generar diàleg i valors útils. intercanvi». Va publicar la International Journal of Sociology of Agriculture and Food.[12]
- L'Associació Internacional per a la Societat i els Recursos Naturals (International Association for Society and Natural Resources, IASNR) publica la revista Society & Natural Resources.[13]

## Publicacions
Es publiquen diverses revistes acadèmiques en l'àmbit de la sociologia rural (o molt relacionades amb ella), com ara:
- Agriculture and Human Values
- Journal of Agrarian Change
- Journal of Peasant Studies
- Journal of Rural Studies
- Rural Sociology
- Society & Natural Resources
- Sociologia Ruralis